# 纤细葶苈
纤细葶苈（学名：Draba gracillima）为十字花科葶苈属下的一个种。

## 扩展阅读
維基物種上的相關：纤细葶苈